# Saint-Martin-de-Connée
Saint-Martin-de-Connée foi uma comuna francesa na região administrativa da Pays de la Loire, no departamento de Mayenne. Estendia-se por uma área de 19,49 km². Em 2010 a comuna tinha 427 habitantes (densidade: 21,9 hab./km²).
Em 1 de janeiro de 2021, passou a formar parte da nova comuna de Vimartin-sur-Orthe.